# دیوید لوی

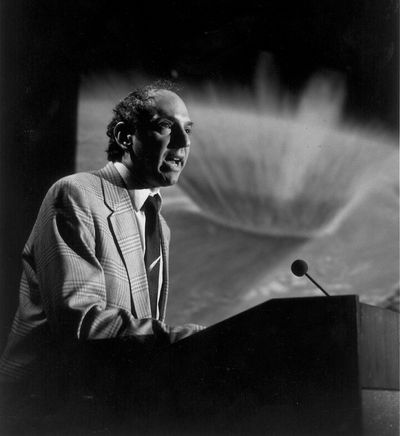
دیوید لوی در یک سخنرانی در آزمایشگاه پیشرانه جت

دیوید اچ. لوی (به انگلیسی: David H. Levy) زادهٔ ۲۲ مه ۱۹۴۸، یک ستاره‌شناس آمریکایی و کاشف دنباله‌دار شومیکر-لوی ۹ است. او دنباله‌دارهای بسیاری را کشف کرده‌است.